# زبان‌های گور
زبان‌های گور، که «گور مرکزی» نیز نامیده می‌شوند، شاخه‌ای از خانوادهٔ زبان‌های نیجر-کنگو است. جیزی نزدیک به ۷۰ زبان در این گروه زبانی وجود دارد. زبان‌های متعلق بدین خانواده در منطقهٔ ساحل، ساوانا و آفریقای غربی گویشورانی دارند. مناطقی که این زبان‌های خانوادهٔ گور در آن‌ها تکلم می‌شود بدین شرح است: بورکینافاسو، جنوب مالی، شمال شرقی ساحل عاج، نیمهٔ شمالی غنا و توگو، شمال غرب بنین و جنوب غرب نیجر. زبان باتونون، شرقی‌ترین زبان از زبان‌های گور است، نیز در منتهی‌الیه شمال غرب نیجریه وجود دارد.